# Masdevallia weberbaueri
Masdevallia weberbaueri là một loài lan được tìm thấy ở miền nam Ecuador into miền bắc Peru.